# Henning Mühlleitner
Henning Mühlleitner (Emmendingen, 15 luglio 1997) è un nuotatore tedesco.

## Carriera
Ha rappresentato la nazionale tedesca ai Campionati europei di nuoto di Glasgow 2018: nel concorso del 400 metri stile libero ha vinto la medaglia di bronzo con il tempo di 3'47"18, chiudendo alle spalle dell'ucraino Mychajlo Romančuk (3'45"18) e del norvegese Henrik Christiansen (3'47"07). Nella staffetta mista 4x200 metri stile libero, assieme ai compagni Jacob Heidtmann, Reva Foos, Annika Bruhn, Marius Zobel e Isabel Marie Gose ha vinto la medaglia d'oro.

## Palmarès
- Europei

Glasgow 2018: oro nella 4x200m sl mista e bronzo nei 400m sl.
Roma 2022: bronzo nei 400m sl.